# هارپتری شرقی
هارپتری شرقی (به انگلیسی: East Harptree) یک روستا و محله مدنی در بریتانیا است که در باث و سامرست شمال‌شرقی واقع شده‌است. هارپتری شرقی ۶۴۴ نفر جمعیت دارد.